# Сестре прељубнице (Алкеј)
Сестре прељубнице (грч. Ἀδελφαὶ μοιχευομέναι), комедија аутора Алкелеја, који је био  старогрчки комедиограф и стварао у оквиру старе атичке комедије.